# Alan Cottrell
Sir Alan Howard Cottrell, FRS (Birmingham, 17 juli 1919 – 15 februari 2012) was een Britse metallurgist en fysicus.
Cottrell was de zoon van Albert en Elizabeth Cottrell. Hij behaalde in 1939 zijn BSc aan de University of Birmingham, gevolgd door een PhD voor onderzoek op het gebied van lassen in 1942. In Birmingham werd hij benoemd tot lector en in 1949 tot hoogleraar. Cottrell veranderde er de manier van lesgeven door nadruk te leggen op moderne concepten van de vastestoffysica. In 1955 verkaste hij naar de Atomic Energy Research Establishment in Harwell (Oxfordshire), waar hij plaatsvervangend hoofd van de afdeling metallurgie werd onder de Schot Monty Finniston.
Cottrell was Goldsmiths'  hoogleraar metallurgie op de Universiteit van Cambridge van 1958 tot 1965, waar hij tot Fellow werd verkozen van het Christ's College. Hij werkte in verschillende functies voor de regering, zoals Chief Scientific Adviser (hoofd wetenschappelijk advies) van 1971 tot 1974. Cottrell werd verkozen tot hoofd van het Jesus College van de Universiteit van Cambridge in 1973 en bleef dat tot 1986. Van 1977 tot 1979 was hij rector magnificus van de universiteit.

## Erkenning
Cottrell werd in 1955 verkozen tot Fellow of the Royal Society en won haar Hughes Medal in 1961 en de Rumford Medal in 1974. De Copley Medal volgde in 1996. In 1977 ontving Cottrell de Faraday Medal van het Institute of Physics (niet te verwarren met de gelijknamige prijs van het Institution of Engineering and Technology).
Cottrell werd in 1971 geridderd.

## Bibliografie

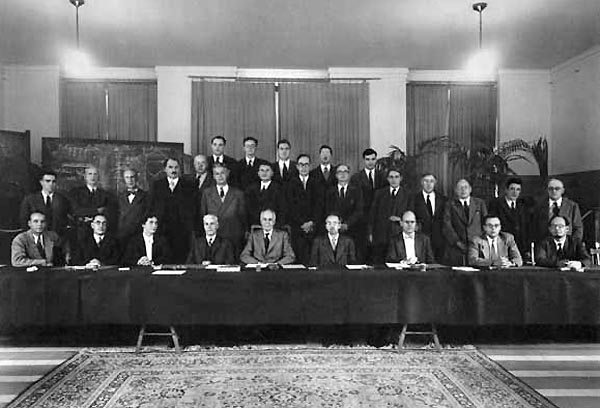
Solvay Conferentie in Brussel (1951). Van Links naar rechts (zittend): Crussaro, N.P. Allen, Cauchois, Borelius, Bragg, Moller, Sietz, Hollomon, Frank;
middelste rij: Rathenau, Koster, Rudberg, Flamache, Goche, Groven, Orowan, Burgers, Shockley, Guinier, C.S. Smith, Dehlinger, Laval, Henriot;
bovenste rij: Gaspart, Lomer, Cottrell, Homes, Curien